# Mémorial de Sơn Mỹ
Le mémorial de Sơn Mỹ (en vietnamien : Di tích Sơn Mỹ et en anglais : Sơn Mỹ Memorial) est un musée et lieu de mémoire consacré au massacre de Mỹ Lai, un massacre de civils lors de la guerre du Vietnam.
Construit en 1978, il s'étend sur 2,4 hectares dans le village de Tịnh Khê, dans le district de Sơn Tịnh, dans la province de Quảng Ngãi au Vietnam.
Des tombes avec leurs pierres tombales, des panneaux commémoratifs sont sur les lieux mêmes de la tuerie.